# Saint-Omer-Capelle

Saint-Omer-Capelle este o comună în departamentul Pas-de-Calais, Franța. În 1 ianuarie 2022 avea o populație de 1.100 de locuitori.